# Font del Canet
La font del Canet és una font natural situada al torrent de la Vinassa, a l'obaga del cim del Tibidabo, de la serra de Collserola, al municipi de Barcelona.
D'un frontal de totxo vist surt el broc del que brolla l'aigua, que cau a una pica rectangular, també de totxo, i sobreïx en superfície fins a perdre's sota la pissarra per tornar al torrent. El 2008 va ser restaurada per la Diputació de Barcelona.